# السوامير (حيفا)
السوامير هي إحدى قرى فلسطين المهجرة قسراً من قبل الصهاينة بعد حرب 1948.

## نبذة تاريخية وجغرافية
تقع في جنوب مدينة حيفا وتبعد عنها 22 كم وترتفع 50 م عن سطح البحر. 
بلغ عدد سكان قرية السوامير عام 1931 ما يعادل (1439) نسمة مع عين غزال. سقطت القرية في يد الصهاينة في 23-5-1948. يقع جزء من مستعمرة «عوفر» التي أقيمت سنة 1950 على أراضي القرية.

## القرية اليوم
يشاهد حطام حائطين (كانا جزءا من أحد الأبنية) في الموقع الذي بات مسيجا بأسلاك شائكة. وينتشر شجر الصنوبر على رقعة واسعة من الموقع. وتتبعثر أشجار الرمان والتين ونبات الصبار في أرجائه. يستعمل المزارعون الإسرائيليون الأراضي الساحلية المحيطة لزراعة الخضروات، والفاكهة، ولا سيما الموز.

## المستعمرات الصهيونية على أراضي القرية
في سنة 1949 أنشئت مستعمرة عين أيالا إلى الغرب من موقع القرية، وعلى أراضي قرية كفر لام. وقد زرع الغرب من موقع القرية، على أراضي قرية كفر لام. وقد زرع سكانها الأراضي الساحلية المتاخمة للقرية، ويقع جزء من مستعمرة عوفر التي أنشئت في سنة 1950 على أراضي القرية، والجزء الآخر على أرض كانت تابعة لقرية عين غزال.

## وصلات خارجية
- موقع فلسطين في الذاكرة